# Franco, Ciccio e le vedove allegre
Franco, Ciccio e le vedove allegre (tdl. ‘Franco, Ciccio y las viudas alegres’) es una película ómnibus de 1968 dirigida por Marino Girolami.
La película está dividida en tres actos unidos por un comentario de Lucio Dalla que también canta dos de sus canciones: E dire che ti amo durante los créditos iniciales y Il cielo durante el tercer episodio.

## Argumento
La película está dividida en tres episodios:
La nostra signora («Nuestra señora»)
Dos hombres están casados con la misma mujer. Cuando nacen gemelos, pelean por la paternidad.
Una povera vedova («Una viuda pobre»)
Una mujer necesita un heredero para recibir la herencia de su fallecido marido, y luchará por todos los medios para conseguirlo.
La vedova del nonno («La viuda del abuelo»)
Una joven viuda va a conocer a la familia de su marido y acaba casándose con su nieto.
Fuente:

## Reparto
- Franco Franchi: Franco Marelli / Salvatore Pollara.
- Ciccio Ingrassia: Ciccio Fulgenzi/Orestes.
- Dominique Boschero: Celestina.
- Nino Taranto: Sacristán.
- Enzo Andronico: Juez.
- Rossella Como: Mara.
- Carlo Pisacane: Abridor.
- Giampiero Littera: Camillo.
- Alfredo Adami: Augusto, el farmacéutico.
- Gabriele Antonini: Maurizio.
- Margaret Lee: Daisy Smith Peliconi, la abuelastra americana.
- Lucio Dalla: narrador; sí mismo.
- Raimondo Vianello: Gianni Peliconi.
- Adriana Facchetti: Esposa de Gianni Peliconi.
- Silvio Bagolini: Abogado.